# Forever Everlasting
Forever Everlasting è il primo album in studio da solista del rapper statunitense Everlast, pubblicato nel 1990.

## Tracce
1. Syndicate Soldier
2. Speak No Evil (feat. Kool Nick)
3. Syndication (Remix)
4. What Is This?
5. The Rhythm (feat. Ice-T, Donald D, Diva & Patrick Stewart)
6. I Got the Knack
7. On the Edge
8. F*** Everyone
9. Goodbye
10. Pass it On
11. Never Missin' a Beat